# Ліндсей (Каліфорнія)
Ліндсей (англ. Lindsay) — місто (англ. city) в США, в окрузі Туларе штату Каліфорнія. Населення — 12 659 осіб (2020).

## Географія
Ліндсей розташований за координатами 36°12′28″ пн. ш. 119°5′25″ зх. д. / 36.20778° пн. ш. 119.09028° зх. д. (36.207850, -119.090147).  За даними Бюро перепису населення США в 2010 році місто мало площу 6,76 км², уся площа — суходіл.

## Демографія
Згідно з переписом 2010 року, у місті мешкало 11 768 осіб у 3014 домогосподарствах у складі 2530 родин. Густота населення становила 1741 особа/км².  Було 3193 помешкання (472/км²).
Расовий склад населення:
| - 55,1 % — білих - 2,3 % — азіатів - 1,1 % — корінних американців - 0,7 % — чорних або афроамериканців - 37,1 % — осіб інших рас |

До двох чи більше рас належало 3,7 %. Частка іспаномовних становила 85,5 % від усіх жителів.
За віковим діапазоном населення розподілялося таким чином: 38,4 % — особи молодші 18 років, 54,1 % — особи у віці 18—64 років, 7,5 % — особи у віці 65 років та старші. Медіана віку мешканця становила 24,6 року. На 100 осіб жіночої статі у місті припадало 101,3 чоловіків;  на 100 жінок у віці від 18 років та старших — 96,8 чоловіків також старших 18 років.
Середній дохід на одне домашнє господарство  становив 40 883 долари США (медіана — 30 789), а середній дохід на одну сім'ю — 42 625 доларів (медіана — 31 858). Медіана доходів становила 27 313 долари для чоловіків та 24 449 доларів для жінок. За межею бідності перебувало 37,9 % осіб, у тому числі 46,9 % дітей у віці до 18 років та 24,6 % осіб у віці 65 років та старших.
Цивільне працевлаштоване населення становило 4658 осіб. Основні галузі зайнятості: сільське господарство, лісництво, риболовля — 32,0 %, освіта, охорона здоров'я та соціальна допомога — 18,8 %, виробництво — 9,2 %, роздрібна торгівля — 8,5 %.